# 德島縣立鳴門高等學校
德島縣立鳴門高等學校是位於日本德島縣鳴門市撫養町地區的公立高等學校。
棒球部為經常參加全國高等學校棒球錦標賽和選拔高等學校棒球大會的常客，至今已累積參加夏季甲子園超過10次。

## 歷史
學校的前身可以追溯至1908年成立，1909年開始招生的舊制中學校「德島縣立撫養中學校」，1948年配合日本的學制改革改設為「德島縣鳴門高等學校」，1968年更名為現在使用的「德島縣立鳴門高等學校」。